# Tugana cavatica
Espèce
Synonymes
- Scotolathys cavaticus Bryant, 1940

Tugana cavatica est une espèce d'araignées aranéomorphes de la famille des Amaurobiidae.

## Distribution
Cette espèce est endémique de Cuba.

## Description
La femelle holotype mesure 2,2 mm.

## Publication originale
- Bryant, 1940 : Cuban spiders in the Museum of Comparative Zoology. Bulletin of the Museum of Comparative Zoology, vol. 86, no 7, p. 247-554 (texte intégral).